# Rota polar
Uma rota polar é uma rota aeronáutica que atravessa regiões desabitadas das calotas polares. O termo "rota polar" foi originalmente aplicado para as rotas no círculo máximo entre a Europa e a costa oeste da América do Norte na década de 1950.

## Antártica
Algumas companhias aéreas voam entre as cidades, tendo a Antártica como rota. Voos diretos entre a África do Sul e a Nova Zelândia podem sobrevoar a Antártida, mas nenhuma empresa aérea tem agendado tais voos. A LATAM Airlines oferece voos sem escalas entre Auckland, Sydney e Santiago, a Air New Zealand voa sem escalas entre Auckland e Buenos Aires desde 1 de dezembro de 2015, e a Qantas oferece voos sem escalas entre Sydney e Santiago, a mais ao sul da rota polar.